# Victoria Vivians
Victoria Vivians (Jackson, 17 novembre 1994) è un'ex cestista statunitense, professionista nella WNBA.

## Carriera
È stata selezionata dalle Indiana Fever al primo giro del Draft WNBA 2018 (8ª scelta assoluta).